# Läsning för svenskar
Läsning på svenska är en litterär tidskrift på vers och prosa, innehållande även politiska och pedagogiska uppsatser, utgiven av Carl Collnér mellan 1811 och 1812.